# Краса та віспине обличчя
Краса та віспине обличчя — це китайська казка, зібрана Вольфрамом Ебергардом у «Китайських казках та народних оповіданнях».
Вона класифікується як Попелюшка, тип Аарне-Томпсона 510A, переслідувана героїня; інші цього типу становлять The Sharp Gray Sheep; Золотий капець; Історія Тама і Кема; Рушен Коуті; Чудова береза; Ясна, Коричнева і Тремтяча та Кеті Вуденклоак. Дійсно, в англійському перекладі її іноді називають Попелюшкою.

## Конспект
Давним-давно чоловік одружився з двома жінками, і кожна народила по дівчинці. Дитина першої дружини була красива і звалася Красунею, а ось її сестра, яка була на рік молодша за неї, мала рябий вигляд і звали Віспине Обличчя. Пок Фейс була донькою другої дружини. Зла мачуха ревнувала до краси своєї падчерки, тому знущалася над Красунею та змушувала її виконувати всі брудні завдання в домі. Мати красуні, яка померла від пологів, повернулася у вигляді жовтої корови. Жовта корова зробила за неї всю роботу, але мачуха дізналася про це і наказала вбити корову. Красуня зібрала кістки і поклала в горщик.
Одного разу в місті проходив фестиваль. Її мачуха добре одягнена в Пок Фейс, але відмовилася приймати бідну красу разом з нею. Красуня з люті розбила все вдома, навіть в горщику, і коли вона зробила це коня, плаття та чудова пара взуття. Вона одягнулася і їхала на коні, і пішла на фестиваль.
Вона втратила один із своїх прекрасних черевиків у канаві, і боячись забруднити одяг, попросила трьох чоловіків дістати взуття. Кожен із них погодився, якщо вона вийде за нього заміж. Вона відмовила рибаку через запах риби, багатий продавець за те, що він був покритий пилом, і олійному торговцю за жир. Але коли гарний і заможний вчений отримав взуття, вона залишає будинок, щоб одружитися з ним.
Через три дні після весілля Красуня повертається додому, щоб віддати шану батькам. Пок Фейс ревнує її, заманила її біля колодязя, штовхнула туди, а потім послала вченому повідомлення, що Красуня підхопила віспу. Вчений налаштований скептично і почав надсилати Пок Фейс усе, що вона бажала, оскільки він припустив, що це Красуня надсилає йому повідомлення. Через деякий час мачусі та Пок Фейс набридли постійні розпитування вченого про його дружину, тому Пок Фейс прикинулася Красунею, сама пішла до вченого в дім і пояснила свій вигляд хворобою. Красуня, однак, перетворилася на горобця і прийшла познущатися над Пок Фейс, поки вона розчісувала волосся; Пок Фейс глузувала з її спини. Учений почув сварку Красуні та Пок Фейс і попросив її полетіти в золоту клітку, якщо вона його дружина; вона прийшла вчасно. Тоді Собака зі злості вбив горобця і закопав його. Бамбук вистрілив на могилу. Пагони були дуже смачними для вченого, але викликали виразки на язиці Пок Фейс. Пок Фейс зрубала бамбук і зробила з нього ліжко, але, хоча вчений знайшов це зручним, воно ткнуло Пок Фейс голками, тож вона викинула його. Занесла старенька додому. Стара жінка виявила, що обід їй варять, коли вона повертається додому. З часом вона вловила дух Красуні на роботі. Тоді красуня змусила стару жінку дати їй кілька чарівних інгредієнтів: миску для її шлунка, кілька паличок для їжі для її кісток і трохи соку для її крові. Таким чином, краса знову стала плоттю і кров'ю.
Красуня дала старенькій сумку на продаж біля особняка чоловіка. Коли вона це зробила, вчений запитав Красуню і повернув її та стару жінку додому. Пок Фейс запропонувала тести, щоб визначити, хто була справжньою дружиною. Спочатку ходили по яйцях; Красуня не зламала жодного, а Пок Фейс зламала їх усіх, але вона не зізнавалася в цьому. Потім вони піднялися по драбині з ножами; Красуня ноги не різала, а Пок Фейс, але вона не зізнавалася в цьому. Нарешті вони стрибнули в киплячу олію; Красуня вийшла живою, але Пок Фейс померла. Красуня надіслала мачусі через старого заїкуватого слугу кістки своєї ряби в банці, а мачуха неправильно зрозуміла слова слуги, вважаючи, що це короп. Побачивши, що це кістки власної дочки, вона впала мертва.

## Аналіз
За словами китаєзнавця Boris L. Riftin, на відміну від європейських варіантів Попелюшки, де принцеса виходить заміж за принца і казка закінчується, азіатські варіанти (включно з Китаєм і Південно-Східною Азією) переходять у помсту зведеної сім'ї та заміну героїні зведеною сестрою. У другій частині розповіді стверджує Ding Naitong, героїня проходить через цикл перетворень (птах/дерево/предмет), доки не набуває людської подобу в будинку старенької.

### Мотиви
Серію перетворень можна знайти і в інших казках, таких як «Нитка перлин, обвитих золотими квітами» та «Хлопчики із золотими зірками», «Коханий Роланд» містить менше трансформацій, але також героїня таємно з'являється, щоб виконувати роботу по дому для благодійника.
У бірманській казці під назвою «Велика черепаха» наприкінці казки, після того, як її замінила потворна зведена сестра, героїня проходить через дві фізичні трансформації: героїня, Наймолодша господиня, відвідує свою мачуху, яка опускає на неї казан з окропом, і вона стає білою рисовою пташкою. Пізніше фальшива наречена вбиває свою птицю і просить кухаря засмажити її. Останки птаха кухар закопує за кухнею, де росте айва. Старе подружжя проходить повз айвове дерево, і їм на коліна падає великий плід, який вони відносять додому та кладуть у глиняний глек. Плід містить справжню принцесу, і коли старе подружжя залишає свою хату, принцеса виходить із глиняного глека, щоб навести порядок.